# Јошко Папич
Јошко Јоже Папич (1954) бивши је југословенски и словеначки кошаркаш. 

## Биографија
Играо је на позицији плејмејкера. Током кошаркашке каријере наступао је за Олимпију из Љубљане.
За репрезентацију Југославије је одиграо 34 утакмице. Са југословенском репрезентацијом освојио је златну медаљу на првенству Европе 1977. године у Лијежу. По завршетку играчке каријере бавио се бизнисом, радећи 29 година у Аустрији за једну од тамошњих компанија.